# غوستا ساندبرغ
غوستا ساندبرغ (بالسويدية: Gösta Sandberg)‏ (و. 1932 – 2006 م) هو لاعب كرة قدم، ولاعب هوكي الجليد، ولاعب باندي ‏، ومدرب كرة قدم، من السويد، شارك في الألعاب الأولمبية الصيفية 1952، يلعب كمهاجم، توفي في ستوكهولم، عن عمر يناهز 74 عاماً.

## روابط خارجية
- غوستا ساندبرغ على موقع قاعدة بيانات الأفلام السويدية (السويدية)

- غوستا ساندبرغ على موقع الاتحاد الدولي (مؤرشف)  (الإنجليزية)
- غوستا ساندبرغ على موقع اتحاد السويد (السويدية)
- غوستا ساندبرغ على موقع قاعدة بيانات كرة القدم.إي يو (الإنجليزية)
- غوستا ساندبرغ على موقع ناشيونال فوتبول تيمز (الإنجليزية)
- غوستا ساندبرغ على موقع عالم كرة القدم.نت (الإنجليزية)
- غوستا ساندبرغ على موقع EliteProspects.com (الإنجليزية)
- غوستا ساندبرغ على موقع اللجنة الأولمبية الدولية (الإنجليزية)
- غوستا ساندبرغ على موقع أوليمبيديا (الإنجليزية)
- غوستا ساندبرغ على موقع اللجنة الأولمبية السويدية (السويدية)